# Баранник Євген Олександрович
Євген Олександрович Баранник (нар. 13 червня 1956, Харків) — український фізик, фахівець з медичної фізики, акустики, фізики твердого тіла. Професор кафедри ядерної та медичної фізики фізико-технічного факультету Харківського національного університету. Лауреат Державної премії України в галузі науки і техніки (2013).

## Біографія
Євген Баранник народився 13 червня 1956 року у місті Харків. 1979 року закінчив кафедру теоретичної ядерної фізики Фізико-технічний факультету Харківського університету.
Після навчання в аспірантурі університету, 1984 року захистив дисертацію «Високочастотні властивості та колективні збурення в антиферомагнетиках з колективізованими магнітними електронами» та отримав науковий ступінь кандидата фізико-математичних наук зі спеціальності «Теоретична і математична фізика». 2005 року захистив дисертацію «Локальні ефекти взаємодії ультразвукових хвиль з біологічними об’єктами» та здобув науковий ступінь доктора фізико-математичних наук за спеціальністю «Акустика».
З 1986 року працює на фізико-технічному факультеті Харківського університету, з 2001 року обіймає посаду доцента, а з 2005 року - професора.
2013 року Євгенові Баранику була присуджена Державна премія України в галузі науки і техніки за роботу «Прилади та засоби для діагностики та магнітної нанотерапії раку»

## Наукова діяльність
Євген Баранник досліджував теорію колективних явищ у магнетиках з колективізованими електронами. Він відкрив ряд нових хвильових мод для антиферомагнетиків.
Баранник вперше теоретично дослідив ширококутове розсіяння акустичних хвиль різницевої частоти внаслідок нелінійної взаємодії хвиль за механізмом Черенковського випромінювання.
Він вивів аналітичні вирази для спектрів ультразвукового допплерівського відгуку середовищ і розвинув методи вилучення амплітудних і фазових спотворень ультразвукового допплерівського відгуку при локальному формуванні спекл-шумів. Ці результати знайшли практичне застосування при розробці ультразвукових діагностичних комплексів.
Баранник також зробив вагомий внесок у еластографію м’яких тканин, дослідивши процес формування зсувних хвиль у тканинах під дією радіаційного тиску ультразвукових хвиль.

## Викладацька діяльність
На кафедрі ядерної та медичної фізики за спеціальністю «Медична фізика» викладає курси: «Взаємодія випромінювання з речовиною», «Вступ до фізики твердого тіла», «Фізичні основи медичної апаратури», «Методи медико-біологічних досліджень».

## Публікації
Всього понад 80 статей, 6 навчально-методичних посібників, 10 авторських свідоцтв та патентів на винаходи.

### Статті
Основні статті за останні роки:
- Barannik E. A. Pulsed Doppler flow-line spectrum for focused transducers with apodized apertures. Ultrasonics, 2001, v.39, no. 4, 311-317
- Barannik E. A., Girnyk S. A., Tovstiak V. V., Marusenko A. I., Emelianov S. Y., Sarvazyan A. P. Doppler ultrasound detection of shear waves remotely induced in tissue phantoms and tissue in vitro. Ultrasonics. 2002, v.40, no.1-8, 849-852.
- Barannik E. A., Girnyk S. A., Tovstiak V. V., Marusenko A. I., Volohov V. A., Emelianov S. Y., Sarvazyan A. P. The influence of viscosity on the shear strain remotely induced by focused ultrasound in viscoelastic media. J. Acoust. Soc. Am., 2004, v.115, no.5, 2989-2995.
- Barannik E. A., Girnyk S. A., Barannik A. E., Tovstiak V. V., Marusenko A. I., Volokhov V. A. The estimation of elasticity and viscosity of soft tissues in vitro using the data of remote acoustic pulpation. Ultrasound Med. Biol., 2006, v.32, no.2, 211-219.
- Barannik E. A., Girnyk S. A., Barannik A. E., Tovstiak V. V., Tolstoluzhskiy D. A. Ultrasound Doppler monitoring of soft tissues phantoms and tissues in vitro heating and thermal destruction during the process of acoustic palpation. Ultrasound Med. Biol., 2009, v.34, no.5, 764-772.
- Barannik E. A., Skresanova I. V. Correlation functions and power spectra of Doppler response signals in ultrasonic medical applications. Ultrasonics, 2012, v.52, no.5, 676-684.
- Barannik E. A., Kulibaba A. A., Girnyk S. A., Tolstoluzhskiy D. A., Skresanova I. V. Displacement Spectra Under Isometric Muscle Contraction: Spectral Doppler Study and Theoretical Models of Ultrasound Response and Muscle Contraction. J Ultrasound Med., 2012, v.31, 1959-1972.
- Matchenko O. S., Skresanova I. V., Tolstoluzhskiy D. A., Barannik E. A. Spectral characteristics of muscular contractions: simulation and experiment // Telecommunications and Radio Engineering – 2014. – 73, N7. – P.639-646.
- E. Barannik, O. Kalantaryan, V. Zhurenko, S. Kononenko, O. Kononenko. Time dependence of silica optical properties during the implantation of fast hydrogen ions: Theory // Nucl Instr Meth in Phys Res B, 2015, Vol. 362, 182-186.
- O. Kalantaryan, V. Zhurenko, S. Kononenko, E. Barannik, O. Kononenko. Time dependence of silica optical properties during the implantation of fast hydrogen ions: Experiment // Nucl Instr Meth in Phys Res B, 2016, Vol. 366, 90-95.

### Навчально-методична література
- Баранник Е. А. Дифракционные методы медико-биологических исследований: учебно-методическое. – Харьков : ХНУ им. В. Н. Каразина, 2013. – 43 с.
- Баранник Є. О. Гирник С. А., Товстяк В. В. Ультразвукові допплерівські методи медичної діагностики. – Харків : ХНУ ім. В. Н. Каразіна, 2006. – 20 с.
- Баранник Є. О. Гирник С. А., Товстяк В. В. Розрізнювальна здатність ультразвукової діагностичної системи. – Харків : ХНУ ім. В. Н. Каразіна, 2006. – 21 с.
- Баранник Є. О Гирник С. А., Товстяк В. В. Ультразвукова візуалізація та безпека апаратів ультразвукової діагностики і терапії. – Харків : ХНУ ім. В. Н. Каразіна, 2006. – 22 с.
- Баранник Е. А. Гирнык С. А., Товстяк В. В. Новые методы ультразвуковой медицинской доплерэластометрии. – Харьков : ХНУ им. В. Н. Каразина, 2001. – 32 с.

## Нагороди та звання
- Державна премія України в галузі науки і техніки (2013)[3]